# Gilbert Delahaye
Gilbert Delahaye (ur. 19 marca 1923, zm. 6 grudnia 1997) – belgijski pisarz. Autor literatury dziecięcej i młodzieżowej oraz poezji.
Jego ojciec był Belgiem, a matka Francuzką z Normandii. W 1926 jego rodzina przeniosła się do Dunkierki. W 1937 przeniósł się z ojcem do Tournai.
Po ukończeniu studiów w Instytucie Saint-Luc w Tournai dołączył do Casterman Editions w 1944 jako typograf.
W 1953 roku przy współudziale ilustratora Marcela Marliera stworzył postać Martynki (oryg. Martine). Cykl wydawany był po francusku od 1954 roku przez wydawnictwo Casterman. Seria liczyła 60 książek, które zostały przetłumaczone na wiele różnych języków. Sprzedała się w około 100 milionach egzemplarzy i jest jedną z najlepiej sprzedających się serii książek.
Aż do śmierci w 1997 roku Gilbert Delahaye co roku pisał nową przygodę dla swojej bohaterki. Po śmierci pisarza opowiadania pisał syn Marcela Marliera, Jean-Louis. Seria skończyła się śmiercią jej projektanta.
Gilbert Delahaye znany był również z twórczości poetyckiej. W 1985 roku zdobył nagrody Préverta.